# 日達奇夫
日達奇夫（羅馬化：Zhydachiv），或译为日达乔夫是乌克兰西部利沃夫州斯特雷區日达奇夫市镇内的城市及该市镇的行政中心，2020年7月18日前为日達奇夫區的行政中心。該市位於斯特雷河畔，距離州府利沃夫52公里，始建於1164年，面積13平方公里，海拔高度261米，2022年人口数量为10,353人。

## 图集

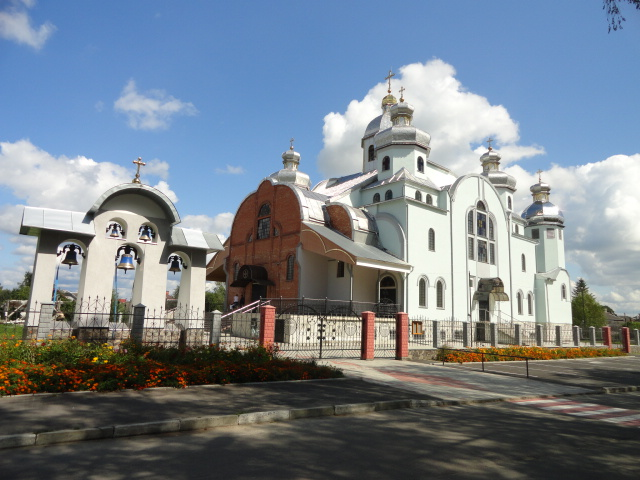
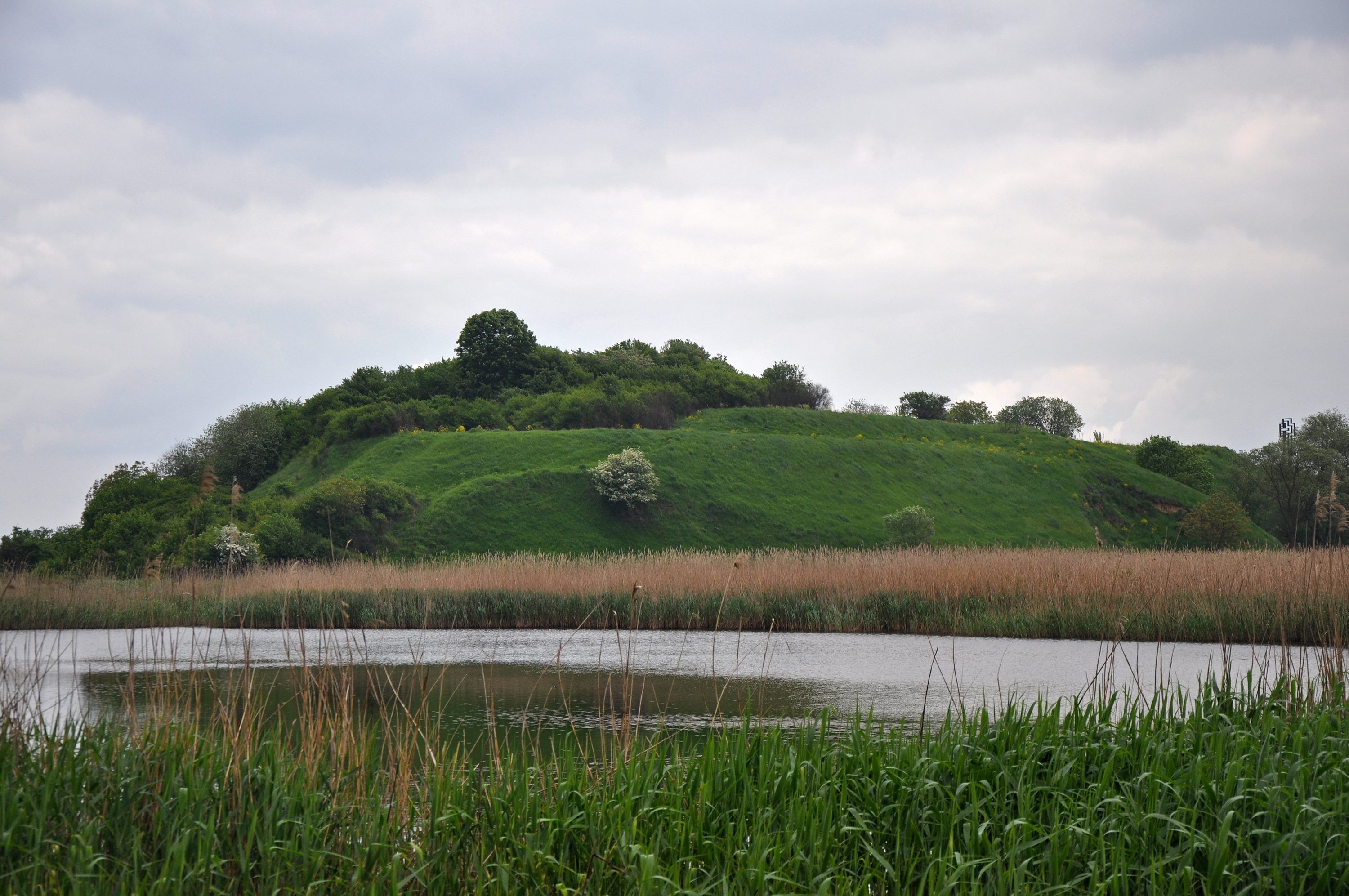

## 友好城市
- 普尔尼亚沃尔
- 波蘭 塔爾努夫的棟布羅瓦
- 波蘭 切拉季
- 拉脫維亞 維耶西泰

## 備注
1. ↑  俄语：，羅馬化：Zhidachov